# Storytelling (film)
Pour les articles homonymes, voir Storytelling.
Pour plus de détails, voir Fiche technique et Distribution.
Storytelling est un film américain réalisé par Todd Solondz, sorti en 2001, dont la musique a été composée par le groupe écossais Belle and Sebastian.

## Synopsis
Storytelling est divisé en deux parties distinctes relatant deux histoires n'ayant aucun rapport l'une avec l'autre, Fiction et Non-fiction.
Fiction : Dans un cours d'écriture, une étudiante (Selma Blair) a une relation avec son professeur.
Non-Fiction : Un reporter (Paul Giamatti) décide de filmer un adolescent et sa famille. 

## Fiche technique
- Titre : Storytelling
- Réalisation : Todd Solondz
- Scénario : Todd Solondz
- Photographie : Frederick Elmes
- Musique : Nathan Larson
- Production : Christine Vachon, Ted Hope
- Société de production : New Line Cinema, Killer Films et Good Machine
- Pays de production : États-Unis
- Genre : Comédie dramatique
- Durée : 87 minutes
- Date de sortie : 
  - États-Unis : 29 septembre 2001
  - France : 12 mai 2001

## Distribution
- John Goodman : Marty Livingston
- Selma Blair :  Vi
- Paul Giamatti :  Toby Oxman
- Leo Fitzpatrick :  Marcus
- Robert Wisdom :  Mr. Scott
- Maria Thayer :  Amy
- Angela Goethals :  Elli
- Devorah Rose :  Lucy
- Nancy Anne Ridder :  Joyce
- Steven Rosen :  Ethan
- Aleksa Palladino :  Catherine
- Mary Lynn Rajskub :  Melinda
- Tina Holmes :  Sue

## Autour du film
- Une troisième partie était initialement prévue et devait parler du coming out d'un lycéen joueur de football interprété par James van der Beek. Cette troisième partie aurait été supprimée, mais Solondz affirme qu'elle n'a jamais été filmée.
- Le film provoqua une controverse dans sa version américaine parce que Solondz fut contraint de censurer une scène de sexe pour que la MPAA ne classe pas son film en NC-17 (interdit aux moins de 17 ans). Au lieu de supprimer la scène, il décida d'ajouter un grand carré rouge sur l'écran pendant le temps que dure cette scène. Pour accentuer le fait qu'il avait été censuré, Solondz voulait ajouter sur le carré rouge le mot « Censored » (« Censuré »), mais la MPAA refusa. Finalement, il obtint un classement R (autorisé aux moins de 17 ans accompagnés).